# Julia Arévalo de Roche
Julia Arévalo de Roche (1 de julho de 1898 - 18 de agosto de 1985) foi uma política uruguaia. Ela foi uma das primeiras mulheres eleitas para a Assembleia Geral, servindo na Câmara dos Representantes de 1943 a 1947 e depois no Senado de 1947 a 1951.

## Biografia
Arévalo nasceu em Barriga Negra no departamento de Lavalleja em 1898. A sua família mudou-se para Montevidéu quando ela tinha nove anos e aos dez começou a trabalhar numa fábrica de fósforos. Mais tarde, ela trabalhou numa fábrica de cigarros. Ela ingressou no Partido Socialista aos 15 anos e fundou o Grupo de Mulheres Socialistas aos 16 anos.
Em 1920 ela foi membro fundador do Partido Comunista, tornando-se um dos seus líderes em 1934. Durante a Guerra Civil Espanhola ela viajou para a Espanha para lutar no lado republicano. Nas eleições gerais de 1942, ela foi candidata à vice-presidência do partido ao lado do seu candidato à presidência, Eugenio Gómez. Embora a dupla tenha recebido apenas 2,5% dos votos, Arévalo foi eleita para a Câmara dos Representantes pelo círculo eleitoral de Montevidéu, tornando-se uma do primeiro grupo de quatro mulheres eleitas para a Assembleia Geral. Em 1945, ela foi uma das fundadoras da Federação Democrática Internacional de Mulheres. Nas eleições de 1946 ela foi eleita para o Senado, servindo de 1947 a 1951. Posteriormente, ela serviu como edila por dois períodos no município de Montevidéu entre 1959 e 1967.
Casada e com seis filhos, ela morreu em agosto de 1985.